# 耶律延壽女
耶律延壽女（976年—996年），为契丹（遼朝）皇女，辽景宗耶律贤和皇后萧绰第三女。
初封越国公主。统和元年（983年），耶律延寿女下嫁萧恒德。她性情沉厚，母亲萧绰在诸女中非常喜爱。耶律延寿女很得妇道，不以贵宠自骄。统和十四年（996年），耶律延寿女有病，太后萧绰遣宫人贤释侍奉公主。萧恒德与贤释私通，她为此忧愤而死。萧太后大怒，赐死萧恒德。延寿女时年二十一岁，追封赵国公主。萧恒德之子萧匹敌，可能是她所生。
《续资治通鉴长编》中对她的记载与《辽史》大相径庭。她的名字是延寿奴，年二十七（当生于977年），下嫁悖野母弟肯头（即萧恒德）。公主出猎，为鹿所触死，萧太后缢杀肯头为公主殉葬。

## 传記資料
- 《辽史》公主表